# 85196 Halle
85196 Halle è un asteroide della fascia principale. Scoperto nel 1991, presenta un'orbita caratterizzata da un semiasse maggiore pari a 2,6648235 UA e da un'eccentricità di 0,2433527, inclinata di 12,24653° rispetto all'eclittica.